# Coenonympha arcanioides
Coenonympha arcanioides är en fjärilsart som beskrevs av Pierret 1837. Coenonympha arcanioides ingår i släktet Coenonympha och familjen praktfjärilar. Inga underarter finns listade i Catalogue of Life.